# Brooke Burke
Brooke Lisa Burke (Hartford, 8 de setembro de 1971) é uma modelo e apresentadora de TV estadunidense. Apresentou entre outros os shows Wild On! (1999–2002), Rock Star (2005–2006) e ganhou notoriedade por ser vencedora da sétima temporada do reality show Dancing with the Stars.
Ela interpretou Rachel Teller no jogo eletrônico Need For Speed: Underground 2.